# Gregor Žerjav
Gregor Žerjav, včasih zapisan tudi kot Žerjal, slovenski in jugoslovanski pravnik in liberalni politik, * 14. november 1882, Lož, † 27. junij 1929, Poljče.

## Življenje in delo
Rodil se je v Ložu na Notranjskem, v času Avstro-ogrske. Na dunajski univerzi je študiral pravo in leta 1906 diplomiral. V letu 1908 je postal glavni vodja Narodno napredne stranke na območju Kranjske. Kljub mladosti je postal eden glavnih finančnih svetovalcev slovenske nacionalno liberalne politične stranke. Leta 1910 je bil vpleten v škandal – v bankrot Agro Merkur kreditne banke, ki je bila nekaj let prej ustanovljena kot finančna institucija, ki podpira Nacionalno progresivno stranko. 1910 je pod psevdonimom Javoran priredil popularno zgodovinsko povest Črna žena tirolskega pisatelja Reimmichla (Sebastiana Riegerja) z usodno cigansko princeso Nigano v naslovni vlogi. Dogajanje v času turških vpadov in kmečkih uporov je prestavil v okolico Bleda (Bodešče) in Bjeljino.
Leta 1911 je bil izvoljen v avstrijski parlament, kjer je postal vodja »Jugoslovanskega kluba«, skupine južnoslovanskih narodno liberalnih predstavnikov iz slovenskih dežel, Istre in Dalmacije.
Po začetku prve svetovne vojne je Žerjav ustanovil nelegalno organizacijo, ki je delovala proti Avstro-ogrski monarhiji in podpirala oblikovanje združene Jugoslavije. Med njegovimi najožjimi sodelavci sta bila dva druga radikalna narodna liberalca mlajše generacije Albert Kramer in Bogumil Vošnjak. Astro-ogrske oblasti nikoli niso odkrile družbe. Kljub temu je bil Žerjav v prvih mesecih vojne preventivno aretiran in zaprt na Ljubljanskem gradu zaradi svojih prosrbskih nazorov. Po manj kot mesecu dni je bil izpuščen. Maja 1915, ko je njegov sodelavec Bogumil Vošnjak pobegnil na vzhod, da bi se pridružil Jugoslovanskemu odboru, je bil Žerjav ponovno zaprt, sprva v mestu Gmünd, kasneje v Gradcu, kjer je preživel večino prve svetovne vojne.
Po razpadu Avstro-ogrskega cesarstva je bil v delegaciji Države Srbov, Hrvatov in Slovencev, ki je decembra 1918 podpisala deklaracijo, s katero je ustanovila Kraljestvo Srbov, Hrvatov in Slovencev. Po letu 1918 je postal goreč zagovornik jugoslovanskega centralizma in unitarizma. Junija 1918 je bil med soustanovitelji Jugoslovanske demokratične stranke, ki se je leta 1919 spremenila v demokratsko stranko. 
Trikrat zapored je bil izvoljen v jugoslovanski parlament – v letih 1920, 1925 in 1927 (prvič kot predstavnik demokratske stranke, drugič in tretjič pa kot član SDS, Samostojne demokratske stranke Svetozarja Pribićevića). Od decembra 1921 do decembra 1922 je zasedal mesto ministra za zdravje. Med novembrom 1924 in julijem 1925 je bil minister za gozdarstvo in rudarstvo.
Skupaj z Albertom Kramerjem je vodil slovenske liberalce v Kraljestvu Srbov, Hrvatov in Slovencev. 
Umrl je na svojem posestvu v Poljčah blizu Radovljice. Pokopan je na ljubljanskem pokopališču Žale.